# De Houtwerker

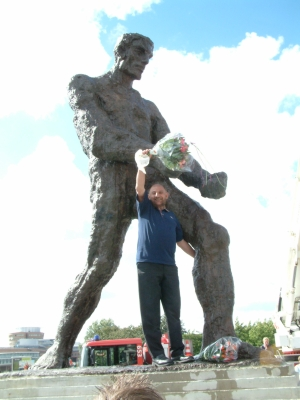
Het beeld.

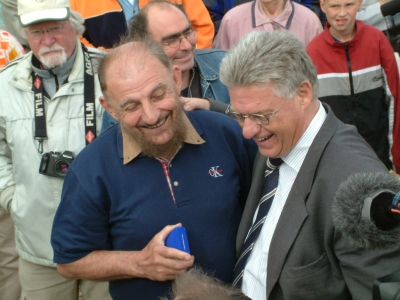
Slavomir Miletić en oud-burgemeester Ruud Vreeman tijdens de onthulling op 20 juni 2004.

De Houtwerker is een vier meter hoog beeld ontworpen door de Joegoslavische beeldhouwer Slavomir Miletić. Het beeld dat in opdracht van de Zaanse gemeenteraad was gemaakt als ornament voor de nieuwe Beatrixbrug, werd echter door de raad op 10 juni 1963 afgekeurd op "esthetische en technische gronden".
Contra-expertise door de Nederlandse Organisatie voor toegepast-natuurwetenschappelijk onderzoek toonde echter aan dat het zes ton zware kunstwerk geen technische gebreken vertoonde. Over de artistieke kwaliteiten lieten bekende kunstkenners, onder wie Willem Sandberg van het Stedelijk Museum in Amsterdam zich positief uit.
Na de afwijzing van het beeld werden diverse actiecomités opgericht om het beeld in Zaandam geplaatst te krijgen. Het beeld, inmiddels in beton gegoten, kreeg in 1971 een plaats op het Waterlooplein in Amsterdam. De marktkooplui hadden er naar verluidt een kwartje voor betaald. De Houtwerker is het onderwerp van een constante strijd geweest tussen de bevolking (in een onderzoek onder 1000 Zaandammers wilde 91 procent het beeld terug) en het gemeentebestuur.
In 1997 verklaarde Ruud Vreeman bij zijn aantreden als burgemeester van Zaanstad er alles aan te zullen doen om De Houtwerker weer een plek in Zaandam te geven. Enkele dagen na zijn afscheid als burgemeester kon hij op 20 juni 2004, in bijzijn van de kunstenaar, aan de Houthavenkade te Zaandam, het in brons gegoten beeld onthullen. Het betonnen exemplaar staat voor het Zaanlands Lyceum.